# Owadia Eli

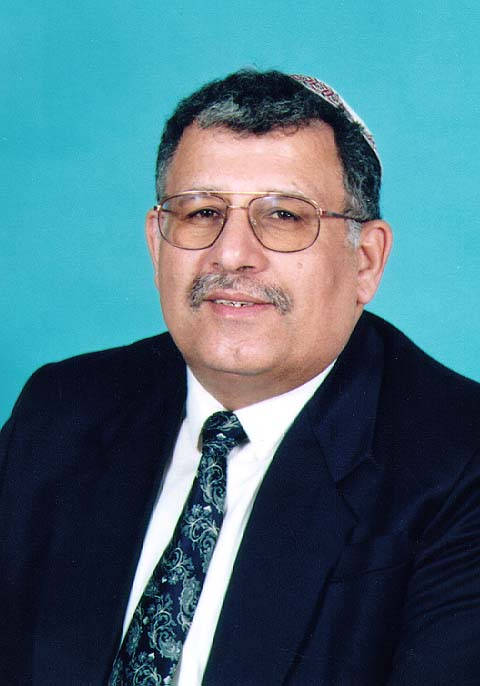
Owadia Eli

Owadia Eli (hebräisch עובדיה עלי‎, * 22. Mai 1945 in Chanaqin, Königreich Irak) ist ein ehemaliger israelischer Politiker.

## Leben
Eli wanderte 1950 nach Israel ein und besuchte das Lifschitz Seminar for Education. Er machte Studien in Bible und Educational Counselling und erwarb einen Bachelor-Abschluss an der Universität Haifa. Nachdem er die Knesset verlassen hatte, wurde er durch den damaligen Minister für Nationale Infrastruktur, Ariel Sharon zum Geschäftsführer von Oil Refineries ernannt.
Im April 2005 wurde er durch Verteidigungsminister Scha’ul Mofas zum Geschäftsführer der Israel Military Industries ernannt, verließ dieses Amt jedoch im Juni 2006. Im Oktober 2006 wurde er zum Geschäftsführer von Israel Airports Authority ernannt.
Er war Vorstandsmitglied der Jewish Agency for Israel.

## Politiker
Eli war in der 11. bis zur 13. Legislaturperiode vom 13. August 1984 bis zum 17. Juni 1996 Knessetabgeordneter sowie vom 8. Juli 1991 bis zum 13. Juli 1992 in der 12. Legislaturperiode und 24. Regierungskabinett
stellvertretender Verteidigungsminister. Er war außerdem von 1978 bis 1991 Bürgermeister von Afula.